# Elis Paprika
Elis Paprika (nombre real Erika Elizabeth Nogues;  Guadalajara, Jalisco; 8 de mayo de 1980) es una cantante, compositora y activista mexicana, parte de la escena de la Música alternativa en México desde 2004. Se ha presentado en salas de conciertos importantes como Auditorio Nacional en Ciudad de México (junto a Julieta Venegas en 2007, Belanova en 2008, y Juan Gabriel en 2009), y Hidden Agenda en Hong Kong; también en festivales internacionales como Vive Latino en México D. F. (2006, 2011, 2014), Playtime en Ulán Bator, Mongolia, Meet in Beijing en China, y Altavoz en Medellín, Colombia. También en sesiones como Live on KEXP en 2025. Elis Paprika se ha presentado internacionalmente en Norte y Sur América, el Sureste y Este de Asia, y Europa. Fue la “Artista del mes” de Mtv en agosto de 2006. Los músicos de su banda han variado con los años y actualmente se conocen como The Black Pilgrims. Comenzó su carrera en Guadalajara Jalisco, México.
Ha editado 8 discos Give Me Love en 2006, EP2 en 2007, Express en 2009, Maldito en 2010, Animal en 2012, Adiós en 2013, Black & White en 2016, Venganza en 2019.  También lanzó sencillos como Love Love Love en 2011, y "Now Girls Rule!" en 2014, que ahora forman parte de "Black & White", y sencillos como "The End Of The World" y "Todo Se Está Cayendo" (ambos 2021); Además formó parte del álbum Amo al Divo de Juárez con su versión de “Hasta que te conocí” de Juan Gabriel, así como del álbum Tributo A: Ana José Nacho (Mecano) con su versión de “No tienes nada que perder”.
Elis Paprika es también la fundadora y directora de la organización Now Girls Rule.

## Historia
Elis nació como Erika Elizabeth Nogues, el 8 de mayo de 1980, en Guadalajara Jalisco, México, siendo la menor de 3 hermanos. De pequeña comenzó con gimnasia olímpica y danza. A los 6 años de edad, su padre falleció. En su adolescencia se mudó junto con su familia a Texas en 1992 donde permaneció un año. Regresó junto con su familia a Guadalajara para después mudarse a casa de sus tíos en Querétaro México en 1994.
Acortó su nombre a Elis, inspirada por Elis Regina.

## Preparación Musical
Después de mudarse a Querétaro, sus tíos la iniciaron en su educación musical, ya que sus primos todos estudiaban música. En realidad, Elis siempre quiso continuar con sus estudios de baile y convertirse en bailarina. Comenzó estudiando saxofón y solfeo, pero por un giro del destino, durante un concurso de canto en Querétaro, la inscribieron un par de amigas (sin que ella lo supiera), y terminó ganando el segundo lugar. Fue ahí cuando Elis se dio cuenta de que quería hacer una carrera cantando.
Regresó a Guadalajara en donde, un año después comenzó a cantar en una banda local llamada La Verdad No Importa, de la cual fue expulsada debido a que “no cantaba bien”. Al pasar por ese rechazo, comenzó a tomar clases de guitarra y canto para poder iniciar a componer su propio material.
En 2000, y después de formar parte de un par de bandas locales, comenzó estudios formales de música en CEDART por un par de años. Mientras estudiaba, trabajaba haciendo prensa y relaciones públicas para organizadores de conciertos en Guadalajara.

## Carrera musical

### 2002-2003: Primeros Demos
Interrumpió sus estudios en 2002 para mudarse a Londres por un año en donde empezó a componer algunos de los temas que después lanzaría como Elis Paprika. Trabajó en Londres como mesera durante su estancia. En 2003 regresó a Guadalajara México donde comenzó un proyecto llamado The Paprikas, junto a un músico local llamado Raúl Velázquez (no a confundirse con Raúl “Rul” Velázquez quien más tarde sería guitarrista de The Black Pilgrims). Fue a partir de este punto cuando se comenzaron a referir a ella como “Elis Paprika”, nombre que después adoptara artísticamente. Después de unos intentos con The Paprikas, Elis grabó el demo de la canción “Sunny Day”, trabajando con Shaboomy Lozano y Eric Díaz, guitarrista y bajista de la banda The Waitress respectivamente. de Guadalajara México. The Waitress fue originalmente el proyecto solista de Elis. El nombre del proyecto proviene originalmente como referencia al trabajo como mesera que Elis desempeño en Londres y en Guadalajara antes de dedicarse a la música. Una vez que comenzó a despegar como “Elis Paprika”, Elis decidió dejar el proyecto The Waitress. Los demás integrantes de The Waitress continuaron sin ella.

### 2004:Elis Paprika
En febrero de 2004, teniendo el demo de “Sunny Day”, Elis se lo mostró a Luke Castillo, entonces vocalista y guitarrista de la banda Becker. A Luke le gustó y decidieron trabajar juntos. Y aquí nació formalmente Elis Paprika, con Luke Castillo en la guitarra, Richo Acosta en guitarra, Chumino en el bajo, y Chicho también baterista de la banda Plastiko, en la batería. Con esta alineación en su banda, Elis graba un demo de la canción “Give Me Love”.
Chicho dejó la alineación y en su lugar entró brevemente Arnold Benz, con quien se grabaron las versiones demo de los temas “Bitch” y “Texas”.
Arnold dejó la banda. Richo Acosta tenía a la par otra banda de donde trajo a Willy González para ser el baterista.
Más adelante se unió Jorge “Gordo” Miramontes, después de que saliera Chumino de la banda. En este punto y con esta alineación Elis decidió que el formato de trabajo sería el de una banda, y en lugar de ella ser la solista, Elis Paprika se convirtió en el nombre de la banda completa.
El primer show en vivo como Elis Paprika fue en Guadalajara Jalisco México, el 14 de diciembre de 2004 en Hard Rock Café Guadalajara.

### 2005-2006:Give Me Love
Elis Paprika comenzó a tocar en varios lugares y rápidamente escalaron en la escena roquera de Guadalajara. Fueron parte de los festivales Sol Radiante, Zapopum, tocaron en Hard Rock Live de Hard Rock Café Guadalajara en varias ocasiones. Fue durante una de estas presentaciones cuando la disquera Suave Records se interesó en Elis Paprika, firmándolos en 2005. Bajo este sello disquero, Elis Paprika lanzó en 2006 el disco Give Me Love, producido por Luke Castillo y Richo Acosta y licenciado a Sony Music México para su distribución en México.
El primer sencillo “Give Me Love” tuvo rápidamente gran aceptación y en consecuencia invitan a Elis Paprika a ser parte del Festival Vive Latino 2006 y Corona Capital también en 2006. En agosto de ese mismo año, Elis Paprika se convirtió en la “banda del mes” en Mtv. A raíz de esto, Mtv invita a Elis Paprika a sus estudios para grabar el programa en vivo “Alerta”.
El tema “No puedo”, el segundo sencillo es lanzado en octubre de 2006, para una enorme recepción del público y la crítica. En noviembre de 2006 Julieta Venegas invita a Elis Paprika a tocar en su primer Auditorio Nacional en México D. F.
A la par de todo esto, en verano de 2006 comenzaron a surgir problemas contractuales entre Elis Paprika y su entonces disquera Suave Records.

### 2007-2008:EP2y Tributo a Juan Gabriel
Pasando el éxito de Give Me Love, los problemas entre Elis Paprika y su entonces disquera Suave Records se agravaron, llegando al punto en que el impulso que se llevaba se detuvo prácticamente por completo.
A principios de 2007, Elis pidió su carta de retiro a Suave Records, alegando incumplimiento de contrato, al fallar la disquera con sus labores de promoción, logística y booking. La negación de la disquera por liberar a la banda resultó en una demanda. En este momento y por el resto de la duración de la demanda Elis Paprika tuvo que detener todo tipo de promoción y prácticamente presentarse en vivo tan solo un par de veces de manera gratuita.
Luke Castillo decide dejar la banda para concentrarse en Becker y en su lugar entra Ramón “Zacky” Velarde en la guitarra.
Elis grabó voces para la música del cortometraje ganador del Festival de Cine de Morelia Jacinta de la directora Karla Castañeda, con música de Gilberto Cervantes. Jacinta también participó en el Festival de Cannes el mismo año.
Elis Paprika grabó el EP2 en 2007, pero esta segunda producción musical no vería su lanzamiento formal y oficial debido a la demanda en curso con Suave Records. EP2 fue lanzado por medio de Internet y de manera completamente gratuita, en un esfuerzo de Elis Paprika para permanecer vigente, ante la imposibilidad de presentarse o promoverse.
A comienzos de 2008 invitan a Elis Paprika a formar parte del álbum tributo a Juan Gabriel llamado Amo al Divo de Juárez. Para esto, Elis preparó su versión del éxito de Juan Gabriel, “Hasta que te conocí”. El disco tributo salió a la venta, siendo el tema uno de los sencillos del álbum, con un recibimiento muy positivo para Elis Paprika y regresándoles un poco de la vigencia e impulso que habían perdido.
También en este año, Elis Paprika toca en un evento de Green Peace en Puerto Vallarta, en la campaña en contra de la matanza de ballenas.
No fue sino hasta finales de 2008 cuando Elis consiguió la liberación de contrato de Suave Records, lo cual le permitió concentrarse de nuevo en la banda y sus presentaciones. Firmó nuevo management con Zepeda Bros.

### 2009:Express
A principios del año, Jorge “Gordo” Miramontes sale de la banda, después de tener diferencias. Fue remplazado, no oficialmente, en el bajo por “La Doña”, quien permaneció en el puesto hasta principios del 2010.
Retomando su carrera en 2009, Elis Paprika comenzó con presentaciones en vivo y composiciones nuevas, y en mayo de ese año entraron al estudio a grabar los temas que en un futuro formarían parte del álbum “Maldito”, producido por Guido Laris. Originalmente pensado para lanzarse como dos EP por separado, los temas se grabaron en Estudios Montecristo en México D. F., pero una vez listos, los temas no pudieron ser lanzados al público debido a diferencias con su management en cuanto a la manera de manejar el lanzamiento de forma independiente o mainstream.
A mediados del año Sony Music México invita a Elis Paprika a ser parte del disco Tributo a Mecano, Tributo A: Ana José Nacho (Mecano) grabando su versión de “No tienes nada que perder”.
Juan Gabriel invita a Elis a uno de sus conciertos como parte de una serie de fechas en Auditorio Nacional en México D. F., para interpretar su versión de “Hasta que te conocí” en vivo.
Ante la negativa de lanzar los temas grabados en mayo, en septiembre del mismo año, Elis Paprika entra al estudio personal de Richo Acosta, guitarrista de la banda, para componer y grabar los temas de Express. Express fue lanzado al público, producido por Richo Acosta y bajo licencia a EMI Music México en octubre de 2009, siendo esta la primera producción en promoción de Elis Paprika desde Give Me Love en 2006. Se lanzó el sencillo “Tarde o temprano” ante excelentes críticas y recibimiento del público.
A la par del lanzamiento de Express, comenzaron a hacerse evidentes algunas diferencias grandes entre Elis y los demás miembros de la banda.

### 2010-2011:Maldito
Continuando con los problemas internos en la banda, en enero de 2010 Elis decidió, en medio de la promoción de Express, que no continuaría trabajando con quienes hasta ahora habían sido sus compañeros y los miembros de Elis Paprika como una banda. Se separó de ellos y decidió regresar a ser ella “Elis Paprika” como solista. Esto interrumpió definitivamente la promoción de Express.
Luke Castillo regresó a tocar guitarra con Elis, apoyándola ahora que no tenía banda. Luke trajo a Paul Richards, a tocar el bajo, y dos miembros más de la banda Aurum, Vela y Luis Ángel, en la guitarra y batería respectivamente.
En mayo de 2010, Elis se muda a México D. F. para continuar su carrera de mejor manera y facilitar la promoción de sus planes futuros. Trabajando con Zepeda Bros. Elis decide sacar al público los temas que habían grabado un año antes. Como estos temas tenían más de un año guardados, se decidió que se juntarían todos para formar un LP en vez de los dos EP que originalmente se tenían planeados. Fue por todo el tiempo que pasó para que estos temas vieran la luz, que Elis le dio nombre a su LP, Maldito, refiriéndose a que ese disco “estaba maldito” y por eso no había salido antes.
A la par, Elis comenzó a hacer presentaciones acústicas con Ernesto “Árbol” Licona de la banda “Wapo?” y Ana Lía Pérez (su mejor amiga). Ernesto Licona ha sido constantemente el guitarrista que la respalda en Acústicos.
En agosto de 2010, Vela y Luis Ángel retoman sus labores con Aurum y Elis trae a Raúl “Rul” Velázquez a tocar la guitarra y a Jimmy Strike, de la banda Cherry Strike de Guadalajara a la batería. Esta alineación de la banda se estrena el 12 de septiembre de 2010 en el festival 212 de RMX en Guadalajara Jalisco. Con este concierto, Elis dio inicio al “Maldito Tour” en preparación para el lanzamiento del disco.
En octubre de 2010, Jimmy después de un par de shows, retoma sus actividades con Cherry Strike, y Cachi Zazueta entra a tocar la batería de manera fija con Elis.
Maldito es lanzado al público oficialmente a finales de noviembre de 2010 con Zepeda Bros., Warner Chappell México y Drágora Records. Sale a la venta en tiendas a nivel nacional y a la par por iTunes. Rápidamente es aceptado por la crítica y el público y se convierte en el álbum #1 de ventas en iTunes México en enero de 2011.
La gira Maldito Tour se extiende hasta mediados de 2011 pasando por prácticamente toda esquina de México. Durante esta gira, Elis Paprika se presenta por segunda vez en el Festival Vive Latino el 8 de marzo de 2011. Maldito se convierte en el disco que comienza a reposicionar a Elis Paprika en el mercado de Rock a nivel nacional.
Finalizando el Maldito Tour, en julio de 2011, Elis termina su contrato de trabajo con su management Zepeda Bros. y continúa como artista completamente independiente, manejando su propia oficina de Booking y Management. Elis Paprika graba el sencillo Love Love Love en Suite 21 Studios en Guadalajara Jalisco, producido por Luke Castillo, el cual es lanzado oficialmente el 4 de agosto de 2011, primero en descarga gratuita por Sound Cloud, en agradecimiento a sus fanes por el éxito de Maldito, y después en venta por iTunes. Love Love Love forma parte de la banda sonora de la película chilena Qué pena tu boda, como el track principal en los créditos. Con más de 10,000 descargas de la canción en la primera semana de lanzarse la banda sonora en Chile, esto le permite a Elis Paprika llegar de manera importante a Sudamérica.
En octubre de 2011, Elis junto con Rul y Cachi se reúnen en Guadalajara y comienzan a repasar ideas de canciones, y en tan solo una semana componen las canciones que serían parte de Animal. Ese mismo mes, entran a Suite 21 Studios en Guadalajara Jalisco y graban los temas, bajo la producción de Luke Castillo y Rul Velázquez.

### 2012-2013:Animal
Elis comienza el 2012 con el lanzamiento de Animal, lanzado en febrero de 2012 a nivel nacional, producido por Luke Castillo y Rul Velázquez, con Drágora Records para distribución nacional. Para este disco, la banda que ha estado tocando con ella desde el Maldito Tour en 2010, adopta el nombre de The Black Pilgrims. El tema “Animal” es lanzado como el primer sencillo.
En enero de 2012, Luke Castillo sale de nuevo de la banda y es reemplazado por Stepha Campbell en la guitarra. En julio de 2012, Paul Richards también deja la banda. Después de trabajar unos meses con bajistas suplentes, en noviembre de 2012 Dylan Deville se une a The Black Pilgrims formalmente en el bajo. A finales del 2012 Rul Velázquez deja oficialmente a The Black Pilgrims para unirse permanentemente a la banda de Siddhartha. En enero de 2013 Cristian Hernández se une oficialmente a Elis Paprika & The Black Pilgrims en la guitarra.
Siguiendo con el impulso que han tenido desde la promoción de Maldito, Elis Paprika & The Black Pilgrims tiene en 2012 y 2013 el “Animal Tour”. El 1 de febrero de 2013, el video del segundo sencillo "En mi cabeza", del disco ANIMAL, es lanzado oficialmente.
El 12 de marzo de 2013, Dapuntobeat lanzó su disco "I/O" en el cual Elis colabora con letra y cantando en el track #9 llamado "Interzona". El 16 de marzo de 2013, Elis cantó "Interzona" en vivo con Dapuntobeat en el Festival Vive Latino 2013.
A principios de abril de 2013, Stepha Campbell sale de la banda y Elis anuncia audiciones para guitarristas. Después de hacer audiciones, Adán Ruiz se quedó como nuevo guitarrista de The Black Pilgrims. Su primera tocada fue en Hermosillo Sonora, México el primero de junio de 2013.

### 2013-2014:Adiós
En el verano de 2013, Elis comenzó a comentar en entrevistas que preparaba un nuevo disco. Este disco contendría una recopilación de los sencillos de su carrera musical, acompañado de "sorpresas" y dos temas inéditos. El 27 de agosto de 2013 el primer sencillo "Canción de amor para los 3" de su disco ADIOS fue lanzado al público. El video oficial para "Canción de amor para los 3" se lanzó el 30 de septiembre de 2013.
El 9 de diciembre de 2013 el festival Vive Latino anunció oficialmente que Elis Paprika formaría parte del elenco para su XV edición en 2014 en la Ciudad de México. Esto marca la tercera vez que Elis Paprika ha participado en Vive Latino.
El video oficial para la canción "Adiós", el segundo sencillo del disco del mismo nombre, fue lanzado el 13 de febrero de 2014.
Elis Paprika & The Black Pilgrims comenzaron su gira "Adiós" con su tercera presentación en Vive Latino 2014, el 28 de marzo.
El 8 de octubre de 2014 Elis Paprika anunció que Cristina Mo sería su nueva bajista, reemplazando a Dylan Deville de quien se anunció en septiembre de 2014 que ya no era parte de The Black Pilgrims. Cristina Mo también es parte de la banda Descartes a Kant.

### 2014-2015:Now Girls Rule!
El 20 de octubre de 2014 Elis Paprika lanzó con su banda The Black Pilgrims, el sencillo "Now Girls Rule!" como parte de su nueva producción que conmemora sus primeros 10 años de carrera. Elis Paprika tomó el nombre de esta canción para la organización Now Girls Rule que Elis fundó para promover a mujeres en la escena independiente en México. La canción cuenta con la participación de Sandruskha Petrova y Cristina Mo (de la banda Descartes a Kant), así como a Renee Mooi y Vanessa Zamora. El disco de 10 años de Elis se programó para salir en 2015.
A finales de abril y principios de mayo de 2015, Elis Paprika & The Black Pilgrims tuvieron su primera gira de China, tocando en Pekín y Hong Kong.
El 2 de septiembre de 2015, Elis Paprika lanzó el sencillo "Soñador", siendo la primera vez que incursionó con un sonido más "norteño" en su música.

### 2016-2018:Black&Whitey crecimiento del movimientoNow Girls Rule
Elis comenzó el año grabando los temas que serían parte de otro lanzamiento en 2016. En febrero, la marca de zapatos y ropa Vans, sumó al movimiento Now Girls Rule de Elis Paprika, a sus celebraciones por el 50 aniversario de la marca. La primera actividad realizada con la alianza de Now Girls Rule y Vans, fue una presentación en "House of Vans" México el 18 de marzo de 2016 con Elis Paprika & The Black Pilgrims, Ruido Rosa, y la italiana Miss Simpatía. En este concierto Shaboomy Lozano de la banda Azul Violeta de Guadalajara, tocó guitarra con Elis Paprika & The Black Pilgrims, supliendo a Cristian Hernández quien renunció a la banda a principios de marzo. También se realizó la primera edición de "Girls Will Rule", el campamento artístico para chicas de 7 a 17 años, en School of Rock Ciudad de México.
El 4 de marzo lanzó el sencillo "Sad Girl" en plataformas digitales, junto con un "Lyric Video" para promover el tema. "Sad Girl" marcó una nueva colaboración de Elis con Shaboomy Lozano y Eric Díaz, con quienes comenzó su carrera. Es el primer sencillo de su siguiente lanzamiento el cual ha dicho que se trata de un EP doble, llamados "Black" y "White". Este tema forma parte del EP "White". El 4 de abril de 2016, fue lanzado el video oficial del sencillo "Sad Girl".
El 10 de junio de 2016 Elis Paprika & The Black Pilgrims lanzan oficialmente los EP "Black" & "White", los cuales incluyen mayormente canciones previamente inéditas, pero también los sencillos "Now Girls Rule!", "Olvídame" (el cual fue el lado B de Now Girls Rule como sencillo), "Love Love Love", y "Soñador" los cuales fueron lanzados previamente como sencillos pero no incluidos en discos. Elis comenzó su gira "Black & White" el 11 de junio de 2016 por México, con la inclusión de la banda mexicana de punk Seis Pistos en algunas de las fechas de verano. Continuando con los recientes cambios de los miembros de la banda, en esta gira la bajista Majo Villaseñor se convirtió en el nuevo miembro de The Black Pilgrims.
El 2 de junio de 2017 Elis Paprika & The Black Pilgrims lanzaron el tema "Olvídame" como segundo sencillo de su EP doble "Black & White" por OneRPM digital, con un video oficial.
Elis Paprika & The Black Pilgrims estrenaron el video animado para la canción "All My Friends Are Dead", el tercer sencillo de su disco Black & White el 6 de agosto de 2017. Con este sencillo, la banda comenzó su tour internacional incluyendo ciudades en México, Estados Unidos, Corea del Sur y Europa. La primera parte del tour por México fue haciendo el Circuito Indio que organizó el Festival Vive Latino. Elis Paprika & The Black Pilgrims se presentaron como parte del elenco de Zandari Festa 2017, llevado a cabo del 29 de septiembre al 1 de octubre de 2017 en Hongdae, Seúl Corea del Sur, y con ello incluyendo a Asia por segunda vez en una gira promocional.
A finales de octubre de 2017, Elis Paprika & The Black Pilgrims lanzaron el video oficial de su sencillo "Fight".
Este mes también marcó el regreso de Cristina Mo como bajista de la banda.
Elis Paprika comenzó el 2018 con la última parte de la gira Black & White con su banda The Black Pilgrims. Esta última parte de la gira a finales de enero y la mitad de febrero, fue por Los Estados Unidos, y marcó la primera vez que Elis y la banda visitaron Canadá para presentarse.

### 2018-2020:Venganza
Elis Paprika comenzó a grabar de nuevo en mayo de 2018. "Venganza" es el octavo disco de Elis Paprika, coproducido por Elis y Richo Acosta, uno de los guitarristas originales de Elis Paprika, en Train Studio GDL. El primer sencillo "Stupid Song, fue lanzado el 17 de agosto de 2018 en digital. "Stupid Song" debutó el 13 de agosto de 2018 como parte de la banda sonora de la película mexicana "Plan V", dirigida por Fez Noriega, con score de Rodrigo Dávila. El 10 de septiembre de 2018 el video oficial de Stupid Song fue lanzado. "Mi corazón", el segundo sencillo del disco Venganza fue lanzado el 9 de noviembre de 2018, y su video oficial el 6 de mayo de 2019. El disco completo, Venganza fue lanzado el 16 de agosto de 2019.
Elis y la banda comenzaron a girar internacionalmente con Venganza en el otoño de 2018, empezando por Corea, con apariciones en Zandari Festa 2018 y Pohang Steel Art Festival. Comenzaron el 2019 con otra parte de la gira por la costa oeste de Estados Unidos y Canadá, que realmente comenzó en el norte de México con una aparición en el FAOT (Festival Alfonso Ortiz Tirado) en Álamos Sonora, para después subir con presentaciones en vivo, hasta British Columbia en Canadá. En éstas presentaciones se pudo ver el regreso de Ernesto Licona en la guitarra. A finales de junio, 2019 Elis giró por primera vez en Japón con 4 fechas en Tokio y sus alrededores. El 7 de julio de 2019 Elis Paprika se convirtió en la primera artista mexicana en presentarse en Playtime Festival en Ulán Bator, Mongolia. Elis tocó por primera vez en Colombia el 9 de noviembre de 2019 en el Festival Internacional Altavoz en Medellín.
El 8 de diciembre de 2019, el movimiento Now Girls Rule presentó "La Marketa" en Ciudad de México, el primer bazar de mercancía de artistas mujeres en México. Esta primera edición de La Marketa tuvo a más de 60 artistas musicales e ilustradoras de la escena en México, presentando su mercancía para venta directa, con presentaciones en vivo por 15 de ellas, así como rutinas de standup y clases de skate.
El sencillo "Stupid Song" fue seleccionado por organizadores del FICG (Festival Internacional de Cine en Guadalajara), como el tema para promocionar su Premio Maguey 2019, apareciendo en los spots promocionales de éste premio para el festival.
En abril de 2020, Elis Paprika lanzó una nueva versión de su clásico "Mucho", llamado ahora "Mucho (15 Years Later)" como sencillo, celebrando 15 años de carrera. Grabó esta versión como la banda la ha tocado históricamente en vivo, en Train Studio GDL con Richo Acosta coproduciendo, grabando guitarras y bajo, y a cargo de la grabación, mix y master. Cachi Zazueta grabó baterías..

### 2020-2021:Podcast y Show de TV Now Girls Rule, y The End Of The World
El 18 de agosto de 2020 Elis lanzó el primer episodio de su podcast Now Girls Rule, por el canal de Señal VL, en colaboración con Vive Latino. El podcast es semanal y se enfoca en recomendaciones de bandas y proyectos musicales liderados por mujeres en todo el mundo.
El 15 de octubre de 2020 Elis Paprika lanzó la canción "Dance With The Devil", el primer sencillo de Lost Kids, disco de punk para niñas y niños programado para salir en otra fecha. La canción fue producida por Richo Acosta y Cachi Zazueta.
En febrero de 2021, Elis Paprika se convirtió en colaboradora de Jalisco Radio, una estación de radio oficial del Estado de Jalisco en México. Elis colabora recomendando a mujeres artistas, y bandas lideradas por mujeres, para algunos de los programas de la radiodifusora.
El 17 de febrero de 2021 se estrenó el primer episodio de El Show De Now Girls Rule con Elis Paprika, por Vans Channel 66. El programa es en vivo, con Elis Paprika presentando a mujeres artistas, con entrevistas, presentaciones en vivo, y segmentos educacionales. Lo produce Elis Paprika por medio de su organización Now Girls Rule.
El 16 de junio de 2021 Elis Paprika estrenó la canción "The End Of The World" en plataformas digitales. La canción fue la primera de música nueva que Elis lanzó mientras los conciertos en vivo regresaban a algunos lugares del mundo post-covid19.
Elis Paprika se presentó en vivo con su banda, por primera vez frente a un público presencial desde el comienzo de la pandemia por Covid-19, en Festival Soxule en Zapotlán El Grande, Jalisco en México el 10 de septiembre de 2021. Elis tocó en vivo su más reciente sencillo "The End Of The World", así como una canción nueva llamada "Todo Se Está Cayendo", por primera vez.
En la primera semana de octubre de 2021, Elis Paprika coordinó y organizó eventos por medio de su organización Now Girls Rule, dentro del marco de FIMPRO (Feria Internacional de Música para Profesionales) 2021 en Guadalajara, México incluyendo un panel para artistas LGBTQ+, así como un panel de igualdad para mujeres en la música como parte del programa Equal de Spotify a nivel internacional.
Comenzando el mes de octubre de 2021, Elis fue una de las 5 mujeres profesionales galardonadas por Inspiring Girls México en 2021, por inspirar y abrir camino a nuevas generaciones de mujeres en México, junto a la periodista y escritora Carmen Aristegui, Cristina Mieres Zimmermann de Heraldo Media Group, Martha Vera Araujo Capitana de Boeing 787 para Aeroméxico, y la futbolista y seleccionada nacional Kenti Robles Salas.
El 11 de octubre de 2021, el Festival Vive Latino anunció a Elis Paprika como una de los artistas a presentarse en su edición 2022.
El 22 de octubre de 2021, Elis Paprika lanzó la canción "Todo Se Está Cayendo", y su video oficial fue lanzado el 4 de noviembre de 2021.
Elis Paprika regresó a girar internacionalmente después de 20 meses, con presentaciones en el Festival Climate Live en Medellín, un concierto en Bogotá, y una presentación en el Festival Fiura en Cali, Colombia, entre el 16 y el 23 de octubre de 2021.
El 5 de diciembre de 2021, Elis Paprika y su organización Now Girls Rule realizaron la segunda edición de su bazar de mujeres artistas La Marketa en Ciudad de México.
El 15 de diciembre de 2021, Elis Paprika se presentó en el cuarto concierto de inauguración de House Of Vans Ciudad de México, junto a Marineros (Argentina), y Rey Pila.

### 2022-2024:Now Girls Rule Record Company
El 26 de enero de 2022, el festival musical SXSW (South By Southwest) anunció a Elis Paprika como una de sus artistas para su edición 2022. El 12 de marzo de 2022, Elis Paprika presentó, por su organización Now Girls Rule, la primera edición del Rally Now Girls Rule, en House of Vans México, con la participación de invitadas especiales, como Jessy Bulbo, Cristina de Vondré, Arroba Nat, Greta Ela, Fer Elío, entre otras. El 19 de marzo de 2022, Elis Paprika se presentó por cuarta vez en el Festival Vive Latino en la Ciudad de México. El 4 de junio de 2022 Elis Paprika se presentó en la primera edición del Festival Chilean Wey, en Pepsi Center en Ciudad de México. El 20 de agosto de 2022 Elis Paprika se presentó en Ruido Fest 2022 en Chicago IL, como parte de su gira por Estados Unidos 2022, que incluyó otras ciudades como Omaha NE, Madison WI, Broolyn NY, y Manhattan NY.
El 4 de noviembre de 2022 Elis Paprika lanzó el sencillo "La Verdad", su primera pieza musical realizada después de la pausa causada por la pandemia de Covid-19. La canción fue escrita y grabada durante su gira por el norte de México y Los Estados Unidos en el verano de 2022. Con este lanzamiento, Elis Paprika fue la portada de Equal, la iniciativa global de Spotify para promover el trabajo de mujeres en la música, en noviembre de 2022. El 27 de noviembre de 2022 Elis Paprika se presentó en Rock al Parque en Bogotá, Colombia. El 28 de enero de 2023, Elis Paprika fungió como parte del jurado para los Premios Minervas 2023, que otorga la Secretaría de Cultura de Jalisco, para reconocer a los artistas de la escena independiente del estado mexicano.
El 10 de marzo de 2023, Elis Paprika presentó oficialmente Now Girls Rule Record Company, su propio sello discográfico independiente, con el lanzamiento de su primer compilado llamado "Ahora Sí Nos Escuchas? Vol. 1". Elis lanzó el sencillo "No Sé Si Vuelva a Verte" el 6 de julio de 2023. Elis lanzó el sencillo "Culero/a" el 28 de septiembre de 2023. Es el primer sencillo de su EP 'Música Triste para Gente Feliz' a lanzarse en 2024. El 6 de diciembre de 2023, Elis lanzó la canción "Krampus", como el segundo sencillo de su próximo disco de punk para pequeños, llamado 'Lost Kids'.
El 10 de febrero de 2024, la Secretaría de Cultura y Cultura TV del Estado de Jalisco, México le entregaron uno de los Premios Minerva 2024 a Elis Paprika por su trayectoria, su legado, e influencia musical, así como por su trabajo por medio de la Organización Now Girls Rule. El 9 de marzo de 2024, a través de su organización Now Girls Rule, Elis Paprika organizó la primera edición de "Amarillo Pollito", un bazaar de mercancía oficial liderado por mujeres, con música en vivo y talleres de arte y skate, en House of Vans en Ciudad de México. El 11 de junio de 2024, Elis Paprika lanzó el sencillo "No Hay Amor", producida por Elis, Richo Acosta, y Cachi Zazueta.

### 2025:Live on KEXP, Premio Música México
El 11 de febrero de 2025 fue lanzada la sesión Live on KEXP de Elis Paprika.
El 26 de febrero de 2025, Elis Paprika recibió el Premio México Música, por su trabajo de activismo y la creación de espacios para mujeres en el arte de México, por medio de su Organización Now Girls Rule. El premio es entregado anualmente por la Feria Internacional de la Música en Guadalajara, Jalisco México (FIM).
Elis lanzó el sencillo "Wake Up" junto a Mare Advertencia, el 13 de marzo de 2025.

## Discografía
- 2006: Give me Love
- 2007: EP2
- 2009: Express
- 2010: Maldito
- 2012: Animal
- 2013: Adiós
- 2016: Black & White (EP Doble)
- 2019: Venganza

## Sencillos
- "Give Me Love" (2006)
- "No puedo" (2006)
- "No me vas a callar" (2007)
- "Hasta que te conocí" (2008)
- "Tarde o temprano" (2009)
- "Totally Kill Me" (2010)
- "Feliz" (2010)
- "Love Love Love" (2011)
- "Animal" (2012)
- "En mi cabeza" (2013)
- "Canción de amor para los 3" (2013)
- "Adiós" (2014)
- "Now Girls Rule!" (2014)
- "Soñador" (2015)
- "Sad Girl" (2016)
- "Olvídame" (2017)
- "All My Friends Are Dead" (2017)
- "Fight" (2017)
- "Stupid Song" (2018)
- "Mi Corazón" (2018)
- "Free" (2019)
- "Mucho (15 Years Later)" (2020)
- "Dance With The Devil" (2020)
- "The End Of The World" (2021)
- "Todo Se Está Cayendo" (2021)
- "La Verdad" (2022)
- "No Sé Si Vuelva a Verte" (2023)
- "Culero/a" (2023)
- "Krampus" (2023)
- "No Hay Amor" (2024)
- "Wake Up" (2025)

## Otros
- "No tienes nada que perder" (2010)
- "Ven a mi casa a ver Donnie Darko (Pipe Llorens Feat. Elis Paprika)" (2011)
- "Interzona" (2013)
- "Tic Tac" (2013)

## Colaboraciones
- Mtv Alerta Live (2006)
- Amo al Divo de Juárez (Tributo a Juan Gabriel, participando con la canción “Hasta Que Te Conocí) (2008)
- Tributo A: Ana José Nacho (Mecano) (Tributo a Mecano, participando con la canción “No Tienes Nada Que Perder) (2010)
- Dapuntobeat "Interzona" (Track #9 del disco "I/O" de Dapuntobeat donde Elis escribió y canta) (2013)

## Músicos de su Banda (The Black Pilgrims)
| - Cachi Zazueta – Batería, coros (2010–presente) - Fernanda Nibau – Bajo, coros (2023–presente) - Richo Acosta – Guitarra, coros (2004–2010, 2018-presente) - Diego "Diez" Cruz – Guitarra, coros (2018–presente) - Carlos Oceguera Soria – Guitarra (2021–presente) - Raul "Rul" Velázquez – Guitarra (2010–2012) - Luke Castillo – Guitarra, coros (2004-2007, 2010–2011) - Chumino – Bajo (2004) - Chicho – Batería (2004) - Arnold Benz – Batería (2004) - Willy González – Batería (2004–2010) - Ramón “Zacky” Velarde – Guitarra (2007-2010) - Jorge “Gordo” Miramontes – Bajo (2004–2009) - La Doña – Bajo (2009–2010) - Jimmy Strike – Batería (2010) - Paul Richards – Bajo (2010–2012) - Stepha Campbell – Guitarra, coros (2012–2013) - Dylan Deville – Bajo, coros (2013–2014) - Cristian Hernández – Guitarra (2013-2016) - Majo Villaseñor – Bajo (2016-2017) - Vivien Larena – Bajo (febrero-junio, 2016) - Adán Ruiz – Guitarra, coros (2013–2018) - Shaboomy Lozano – Guitarra, coros (2016–2018) - Ernesto Licona – Guitarra, coros (2010–2011, 2018–2019) - Ana Cristina Mo – Bajo, coros (2014-2015, 2017–2024) El 10 de abril de 2024 Elis Paprika fue reconocida por el Senado de la República en México como una de las mejores cantautoras y compositoras de México, por su contribución a la grandeza del patrimonio musical del país. El 26 de febrero de 2025, Elis Paprika recibió el Premio México Música que anualmente entrega la Feria Internacional de la Música en Guadalajara, Jalisco México, por su trabajo de activismo y la creación de espacios para mujeres en el arte de México, por medio de su Organización Now Girls Rule. |

## En Cultura Popular
Elis Paprika ha estado presente en soundtracks importantes en la cultura popular, principal pero no exclusivamente, de México. Su música puede ser escuchada en la primera temporada de la Serie Soy tu fan (México) de Canana Films y Once TV México, con la canción “Tarde o temprano”. Su tema “Love Love Love” es el tema principal del Film chileno Qué pena tu boda de 2011. Sus temas "Happy", "Give Me Love", y "Texas" son parte de la banda sonora del Film mexicano Amor Xtremo de Buenavista Pictures. Su tema "Mucho" se puede escuchar como el tema principal del Film mexicano Llamando a un ángel de Disney Pictures, Karma Films y Fidecine, 2008. Su voz puede ser escuchada en la música del cortometraje ganador del Festival de Cine de Morelia y que participó en Cannes, Jacinta de la directora Karla Castañeda. Su tema "Feliz" se puede escuchar en la banda sonora del Film mexicano 31 días de Goliat Films, 2013. Las canciones "Feliz", "Me desperté", "Love Love Love", "Mucho", y "Boogie Boogie" son parte de la banda sonora de la película mexicana “Lo que podríamos ser”, dirigida por Javier Colinas, estrenada el 13 de abril de 2018.  La canción "Stupid Song" de Elis Paprika, incluida en su disco "Venganza", es parte de la banda sonora de la película mexicana "Plan V" (2018), dirigida por Fez Noriega. "Stupid Song" también fue seleccionada para promocionar el Premio Maguey 2019, por organizadores del Festival Internacional de Cine en Guadalajara (FICG) 2019. El 17 de febrero de 2021 Elis Paprika comenzó otra faceta de su carrera, como conductora de El Show De Now Girls Rule con Elis Paprika, por Vans Channel 66. El programa lo produce Elis por su organización Now Girls Rule, y presenta en vivo, el trabajo de mujeres artistas de la escena alternativa de México.